# The Private Press
The Private Press ist das zweite Studioalbum des US-amerikanischen Musikproduzenten DJ Shadow. Es erschien 2002 und damit sechs Jahre nach seinem hochgelobten Debütalbum Endtroducing......

## Über das Album
The Private Press wurde wie sein Vorgänger ausschließlich mit Hilfe von Samples produziert. Einzige Ausnahme bilden die für Mashin' on the Motorway aufgenommenen Stimmen, die hauptsächliche von ihnen gehört dem Rapper Lateef the Truth Speaker.
Die Stücke Mashin' on the Motorway und Walkie Talkie wurden zusammen als Doppel-A-Seite veröffentlicht. Ebenfalls wurden für beide Songs animierte Musikvideos gedreht. Ein weiteres Video wurde von dem Regisseur Wong Kar-Wai zu dem Lied Six Days gedreht. Darsteller des Videos sind Chang Chen und Danielle Graham, als Kameramann zeichnete Christopher Doyle verantwortlich.
Das Lied Blood on the Motorway wurde 2003 in einem Fernsehwerbespot von O2 verwendet.
Das Lied Six Days ist als Intro von Fast & Furious Tokyo Drift gewählt.

## Rezeption

### Kritiken
Die kritische Bewertung von The Private Press fiel zumeist positiv aus. Der Metascore des Albums liegt bei 81 von 100 Punkten.
Die Kulturzeitschrift Intro sieht in dem Werk eine Abkehr vom Klang und der Homogenität der Stücke von Endtroducing..... und meint, man müsse sich für das Album „Zeit nehmen“, es „öfter hören“ und „auf sich wirken lassen“, um es wertzuschätzen.
Der All Music Guide sieht in den Stücken Fixed Income und Giving Up the Ghost den erkennbaren Stil von Shadow. Die Produktion und stilistische Palette von The Private Press sei genauso erstaunlich wie auf dem Vorgänger. Das Album selbst wird als „Klassiker“ bezeichnet und mit vier von fünf Punkten bewertet.
Die Musikzeitschrift Rolling Stone beschreibt das Album als sehr experimentell und bewertet es mit 3,5 von fünf Punkten. Sie kritisiert die Verwendung von gesampleten Vocals in mehreren Stücken, wobei jedes von ihnen es trotzdem wert sei, gehört zu werden.

„The Private Press is a moody, murky album, by definition not as groundbreaking or epochal as Endtroducing … but fascinating enough in its own right.“

Besonders deutlich vergleicht Pitchfork Media The Private Press mit seinem Vorgänger, hebt aber auch die sich von diesem stark unterscheidenden Lieder wie Six Days oder Right Thing/GDMFSOB hervor. Die Musikwebsite kommt zu dem Schluss, dass das Album an die Qualität von Endtroducing..... nicht heranreiche, die Erwartungen aber übertroffen habe, weshalb sie dem Werk sieben von zehn Punkten erteilt.

### Kommerzieller Erfolg
The Private Press ist bisher das kommerziell erfolgreichste Album von DJ Shadow. Es erreichte in vielen Ländern hohe Platzierungen, im Vereinigten Königreich sogar den achten Rang. Dort konnte das Album sich aber lediglich eine Woche in den Charts halten. In den französischen Charts platzierte es sich dagegen zehn Wochen lang, mit einer Höchstplatzierung auf Rang 21. Als bisher einziges Album von DJ Shadow erreichte The Private Press die deutschen Albumcharts, in denen es sich auf Rang 75 platzieren konnte.

## The Private Repress
2003 wurde ausschließlich in Japan das Album The Private Repress veröffentlicht. Es besteht aus Remixes und B-Seiten. Fünf der Stücke waren bereits auf der Single Mashin' on the Motorway/Walkie Talkie enthalten. Der Remix zu Six Days mit Mos Def, ein Mashup aus Six Days und Walkie Talkie ist in den Filmen Nicht auflegen! und The Fast and the Furious: Tokyo Drift zu hören.

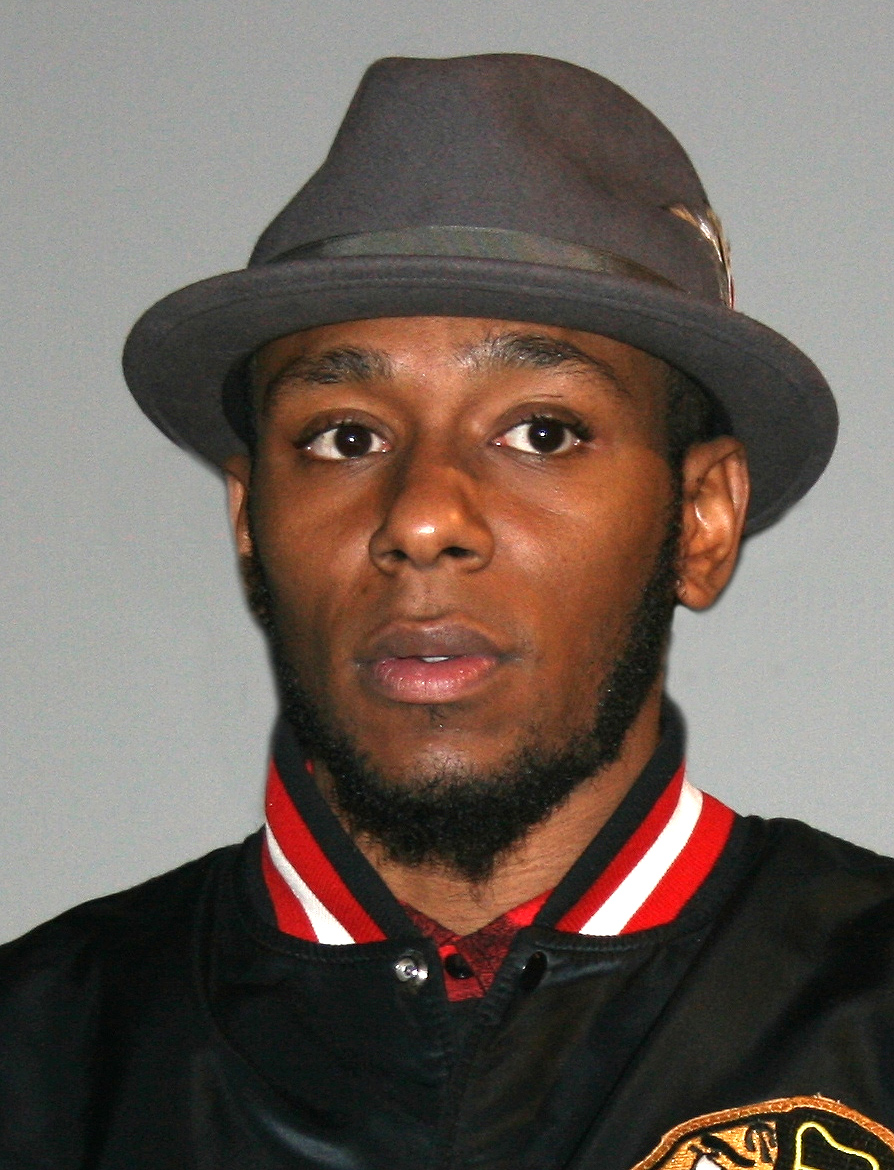
Mos Def rappt auf dem Remix von Six Days.

Folgende Titel befinden sich auf dem Album:
1. Intro – 1:19
2. Six Days (Soulwax Mix) – 5:18
3. GDMFSOB (UNKLE Uncensored) feat. Roots Manuva – 6:25
4. Interlude – 0:20
5. Walkie Talkie (Extended Radio Edit) – 3:15
6. Six Days (Remix) feat. Mos Def – 3:52
7. Disavowed – 4:29
8. Interlude von DJ Krush – 0:36
9. Right Thing (Tokio Ghetto Tech Remix) – 6:44
10. Mashin' on the Motorway (Radio Edit) – 2:39
11. Right Thing (Z-Trip ’Get the Party Off Mix’ in Three Parts) – 6:19
12. Outro – 0:55
13. Walkie Talkie (Video)
14. Six Days (Video)